# Bodadeg ar Sonerion
 (août 2025).
Si vous disposez d'ouvrages ou d'articles de référence ou si vous connaissez des sites web de qualité traitant du thème abordé ici, merci de compléter l'article en donnant les références utiles à sa vérifiabilité et en les liant à la section « Notes et références ».
Pour les articles homonymes, voir BAS.
Bodadeg ar Sonerion (« Assemblée des sonneurs » en breton), est une fédération associative de musique bretonne créée le 23 mai 1943. La B.A.S. a servi de base pour la création des premiers bagadoù à la fin des années 1940.
La fédération est associée à un nom de marque, « Sonerion », décliné pour ses 6 fédérations.
L'association supervise, chaque année depuis 1949, le championnat national des bagadoù. Celui-ci s'organise en deux manches : une épreuve de printemps, une épreuve d'été (cette dernière se tenant lors du festival interceltique de Lorient pour certaines catégories).
La fédération s'appuie sur une structure de formation, « Skol Muzik Sonerion », qui représente la plus grande école de musique de Bretagne.

## Historique

### Fondation
Le Bodadeg ar Sonerion est fondé par Polig Monjarret.
La première tâche à laquelle s’attelle Dorig est la fabrication des instruments, ce qui supposait de partir à la recherche d'introuvables outils et matières premières (bois, cuir…). Polig se charge du collectage des chants auprès des dix-sept anciens sonneurs issus de la tradition encore vivants. Prenant tout en note, à la main, il recueille des centaines de morceaux qui furent soumis à l'analyse du jeune compositeur et chef d'orchestre Jef Le Penven. Parallèlement, la formation débute, notamment lors des camps musicaux d'été, inspirés du scoutisme. Le premier camp musical se déroule en septembre 1943, à Gouézec, avec 23 élèves[réf. souhaitée].
Dorig Le Voyer en devient président, Polig Monjarret le secrétaire et Robert Marie le responsable financier. La BAS compte en 1946 trois cents membres.

### Après-guerre

Logo BAS.

La formation se poursuit à l'après-guerre : un second camp musical se déroule en août 1946 à Argol et en 1947, le troisième camp, à Sarzeau, invite une délégation écossaise. On y travaille la bombarde, la cornemuse écossaise, introduite par Charles Le Goffic en 1895, le chant et la culture bretonne en général.
En 1949, la B.A.S. sort sa revue Ar Soner.
Vers 1950, Dorig Le Voyer vend en moyenne 250 bombardes et 80 binious braz par an. En une décennie, Polig Monjarret, qui s'est lancé dans la collecte du patrimoine musical dès 1942, parvient à rassembler près de 2 000 airs, tous issus du répertoire des sonneurs de couple.
En 1950, la fédération Kendalc'h (« Maintenir » en breton) naît à Quimper. Elle regroupe, avec les cercles et la B.A.S., tous ceux qu'intéressent la culture bretonne. Polig Monjarret en est le secrétaire général. En 1953, pour fêter les 10 ans de la B.A.S., un festival international de cornemuses se déroule à Brest. Il sera reconduit chaque année et, pour retrouver une nouvelle vigueur, émigrera en 1971 à Lorient. Si pour la BAS, la cornemuse sert de référence, le biniou traditionnel, désormais appelé kozh (vieux) ou bihan (petit), n'est pas abandonné : elle organise à partir de 1957 à Gourin un concours de sonneurs de couples où ce dernier est très représenté. En 1958, plus de cent bagad sont recensés, en Bretagne et dans toute la France.

### Dans leXXIesiècle

Logo Sonerion (2014-2024)

Dans la seconde moitié du XXe siècle, l'association s'impose comme la plus importante « école de musique traditionnelle » jamais créée. Chaque semaine, une cinquantaine d'enseignants itinérants se rendent dans les écoles des bagadoù et chaque année, 4 000 élèves bénéficient des cours. De 2010 à 2020, le président de Sonerion est André Queffélec. 

En 2010, Sonerion regroupe 130 bagad, soit environ 6 000 musiciens, 150 bagad pour environ 10 000 musiciens en 2020. À partir de 2014, la confédération choisie de communiquer sous le nom de marque « Sonerion », pour simplifier son identification et celle de ses six fédérations.

## Organisation

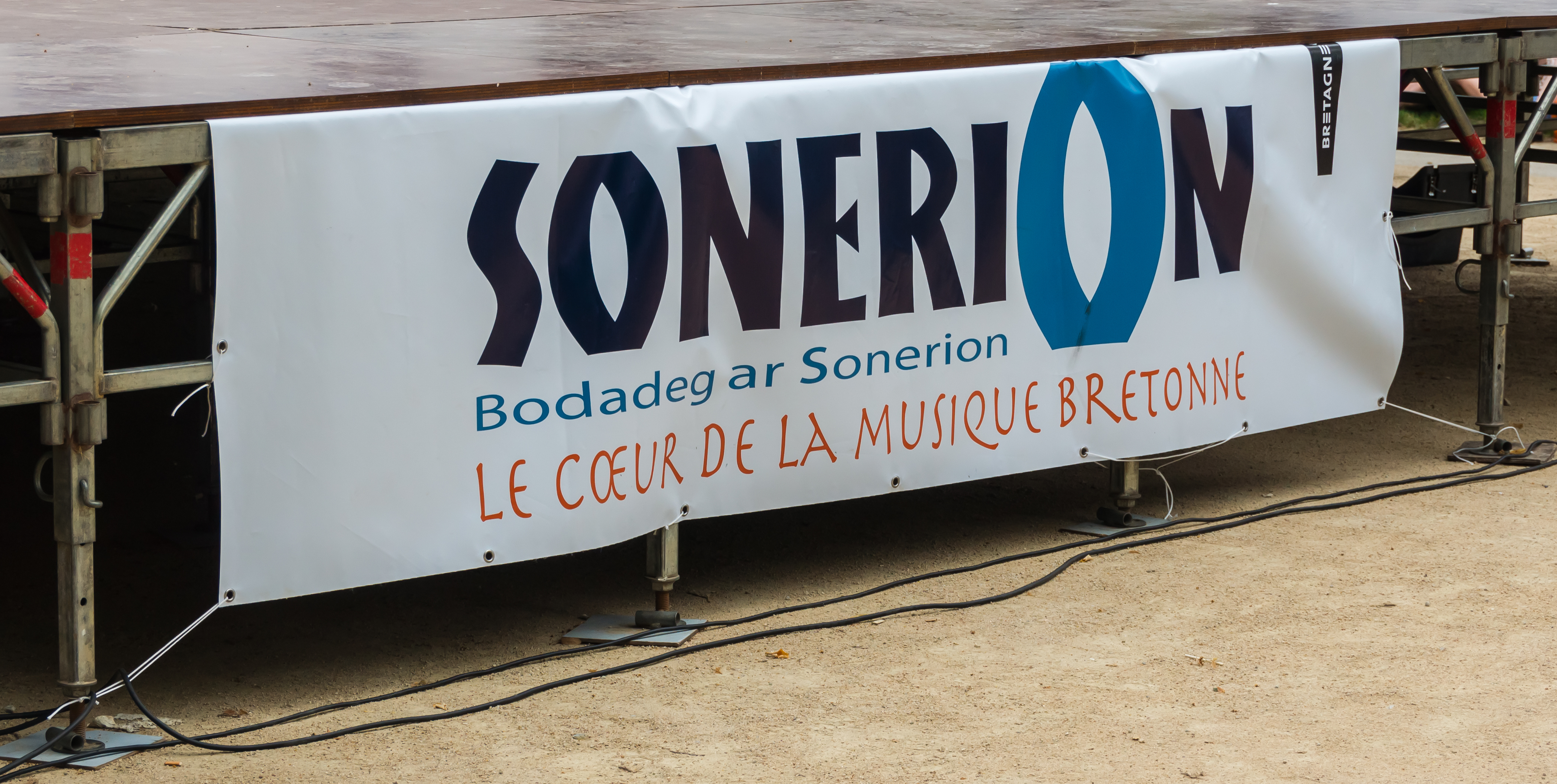
Vannes, concours des bagadoù 4e catégorie A, 12 juillet 2014.

### Structure
Depuis 1964, Bodadeg ar Sonerion est organisé en plusieurs fédérations départementales :
- Sonerion Aodoù an Arvor (section départementale des Côtes-d'Armor - 22)
- Sonerion Penn ar Bed (section départementale du Finistère - 29)
- Sonerion Bro Roazhon (section départementale d'Ille-et-Vilaine - 35)
- Sonerion Bro Naoned (section départementale de Loire-Atlantique - 44)
- Sonerion Bro Gwened (section départementale du Morbihan - 56)
- Sonerion Divroet (section hors-Bretagne).

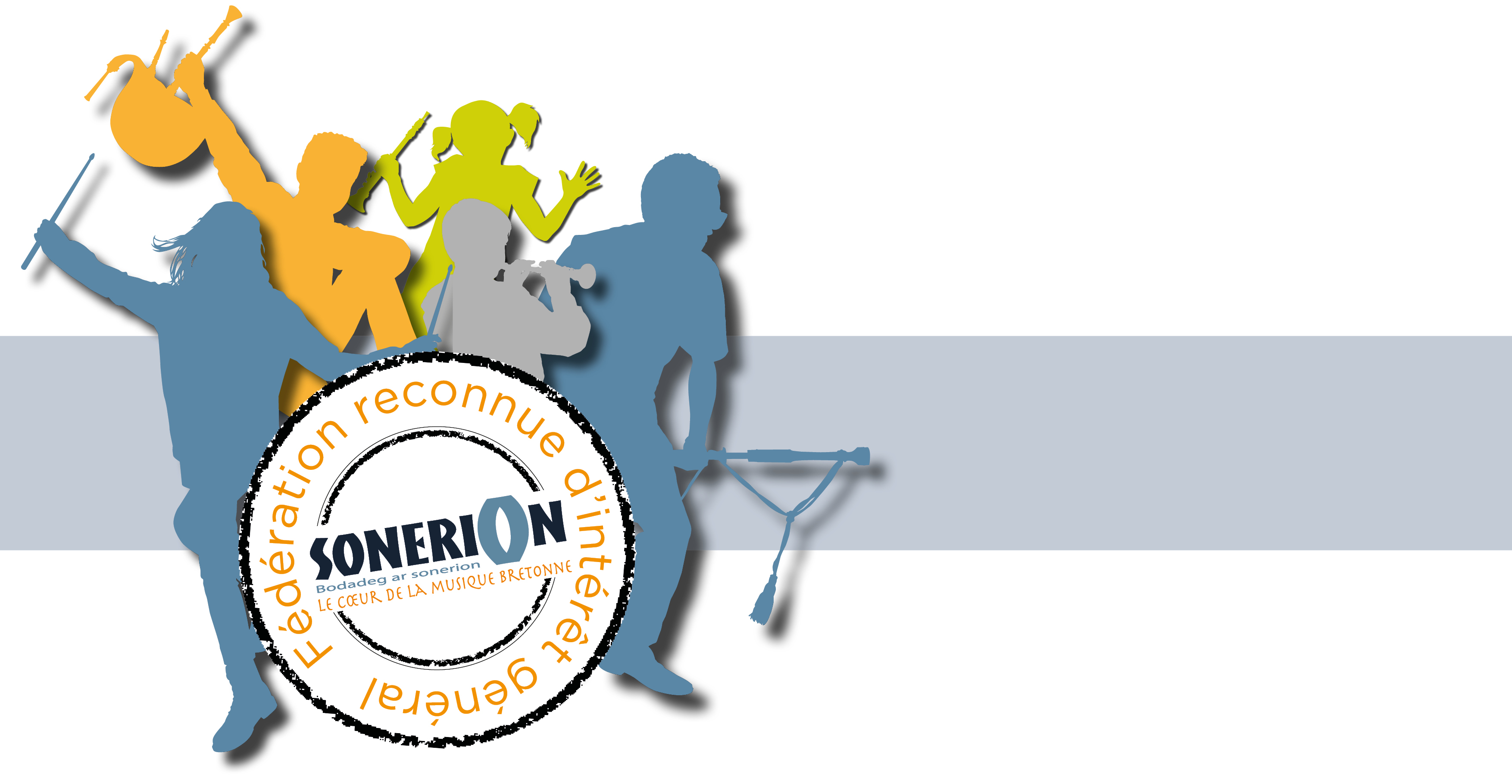
Logo de l'association avec la mention d'intérêt général.

Sonerion national, dont le siège se trouve à Plœmeur (Morbihan) au Centre Amzer Nevez, se charge de la gestion administrative, de l'organisation générale de l'association. L'actuelle présidente de Sonerion est Maïna Daouphars, et le poste de direction a été occupé par Leslie Le Gal de 2018 à 2022. En 2014 la fédération adopte un nom de marque, Sonerion, dans un souci de lisibilité et d’ouverture, notamment auprès des élus et du monde de l'entreprise. En 2018, la fédération Sonerion nationale signe ses premiers partenariats privés avec Armor-Lux et le Crédit Mutuel de Bretagne - Arkéa. En avril 2019, Sonerion rejoint le réseau Produit en Bretagne et en juin 2019, l'association Sonerion obtient officiellement la reconnaissance d'intérêt général.

### Historique des présidents
- Dorig Le Voyer de 1943 à 1963[13]
- Polig Monjarret de 1960 à 1982
- Martial Pézennec de 1982 à 1990[14]
- Alain Le Buhé de 1991 à 1998[15]
- Bob Haslé de 1998 à 2010[16]
- André Queffélec de 2010[17] à 2020[18]
- Didier Mercier de 2020 à 2022[19]
- Maïna Daouphars depuis juin 2022[20]

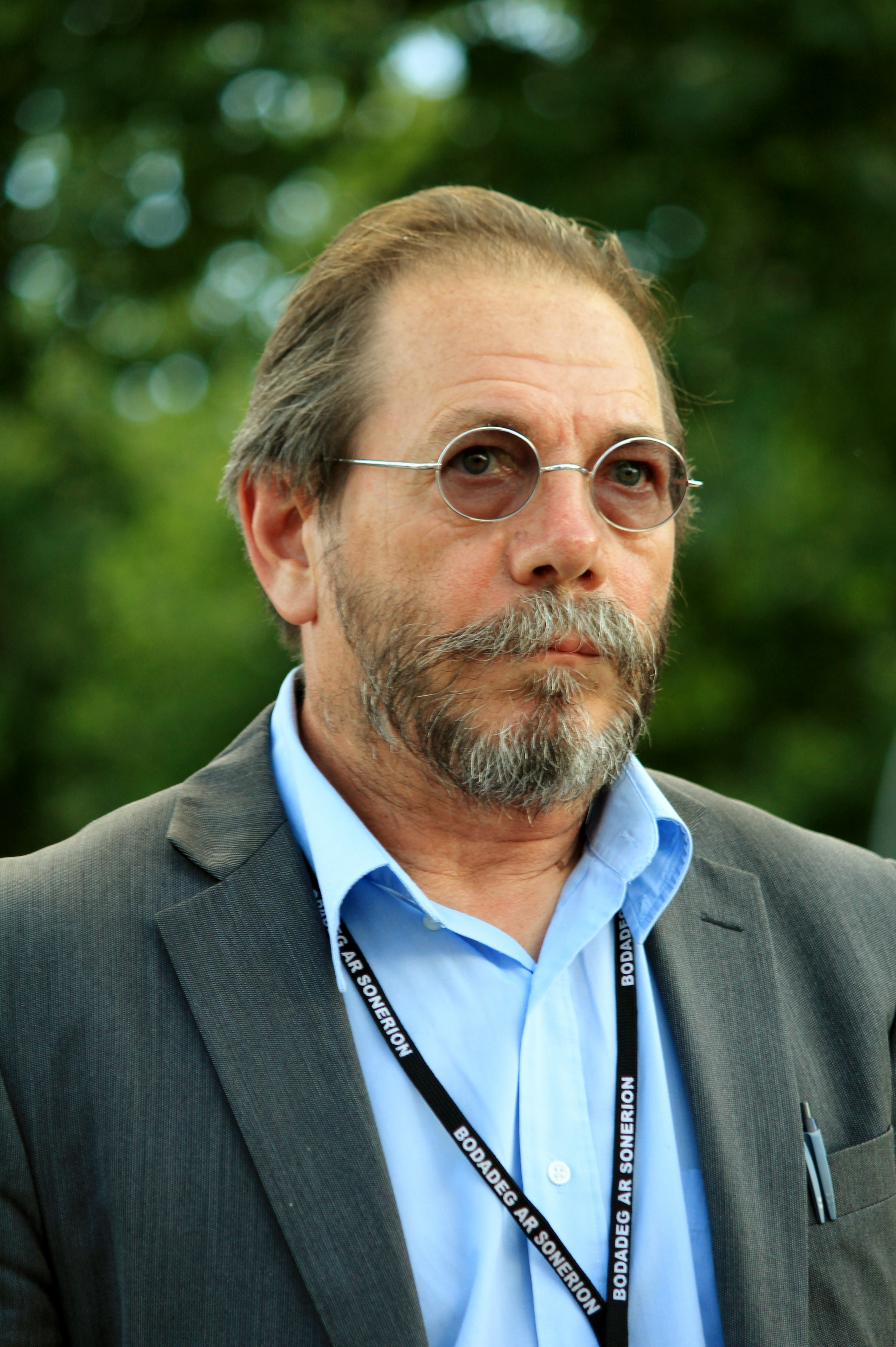
Bob Haslé (1998-2010)
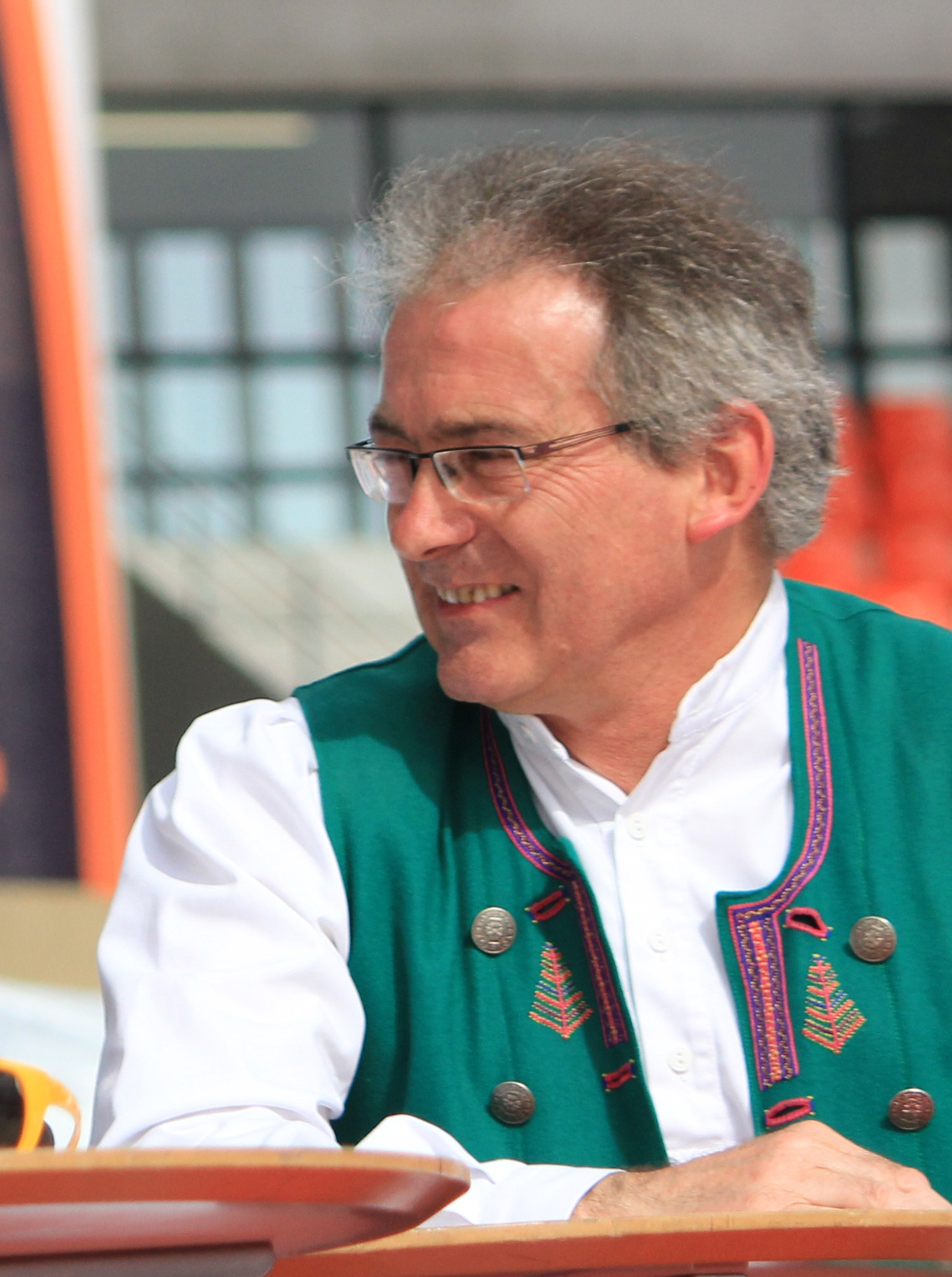
André Queffélec (2010-2020)

### Historique des directeurs
- Jean-Yves Élaudais de 2000 à 2012[21]
- Vonick Fraval de 2012 à 2017[22]
- Leslie Le Gal de 2018 à 2022[11]
- Ludwig Bétin depuis 2023[23]

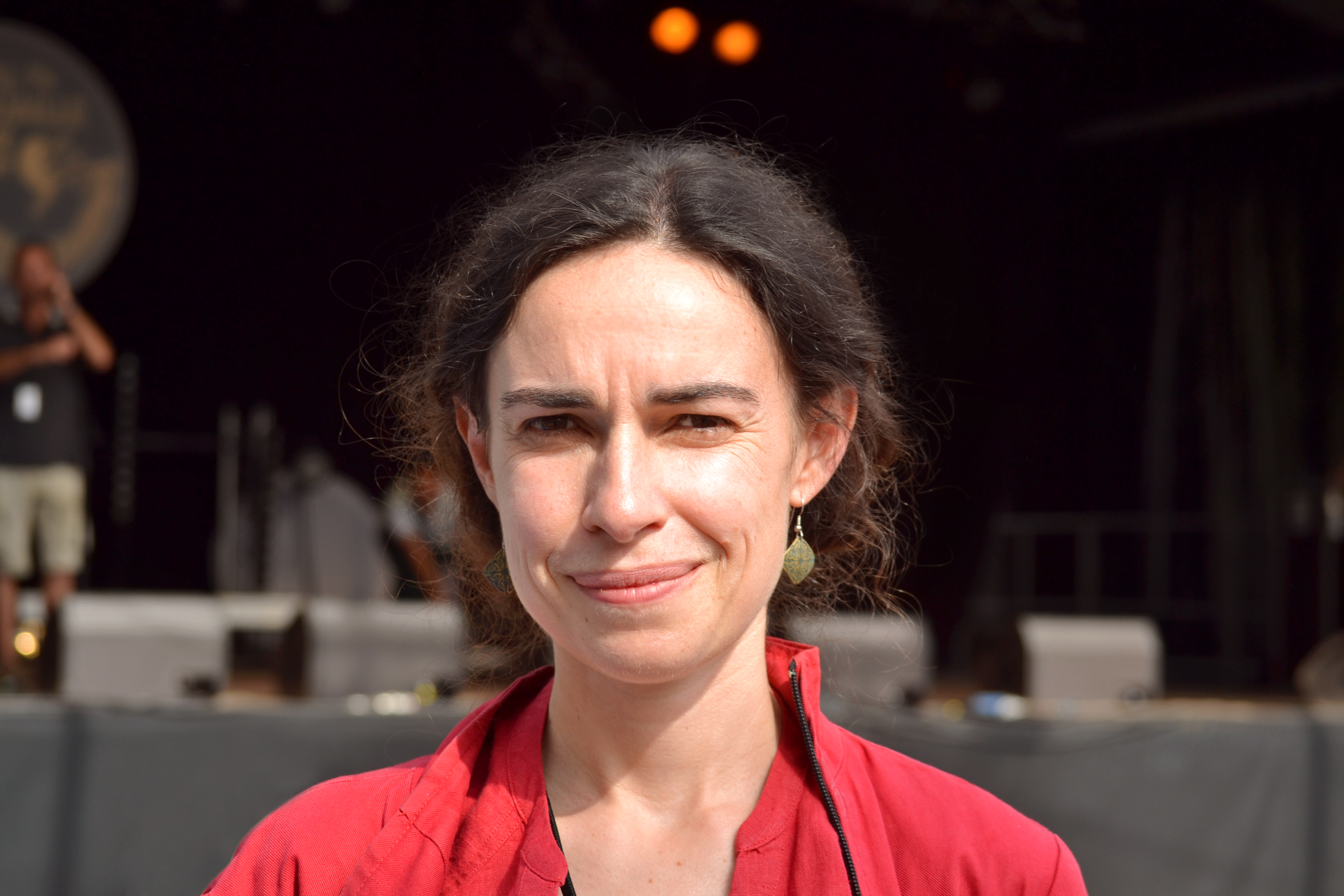
Vonig Fraval (2012-2017)
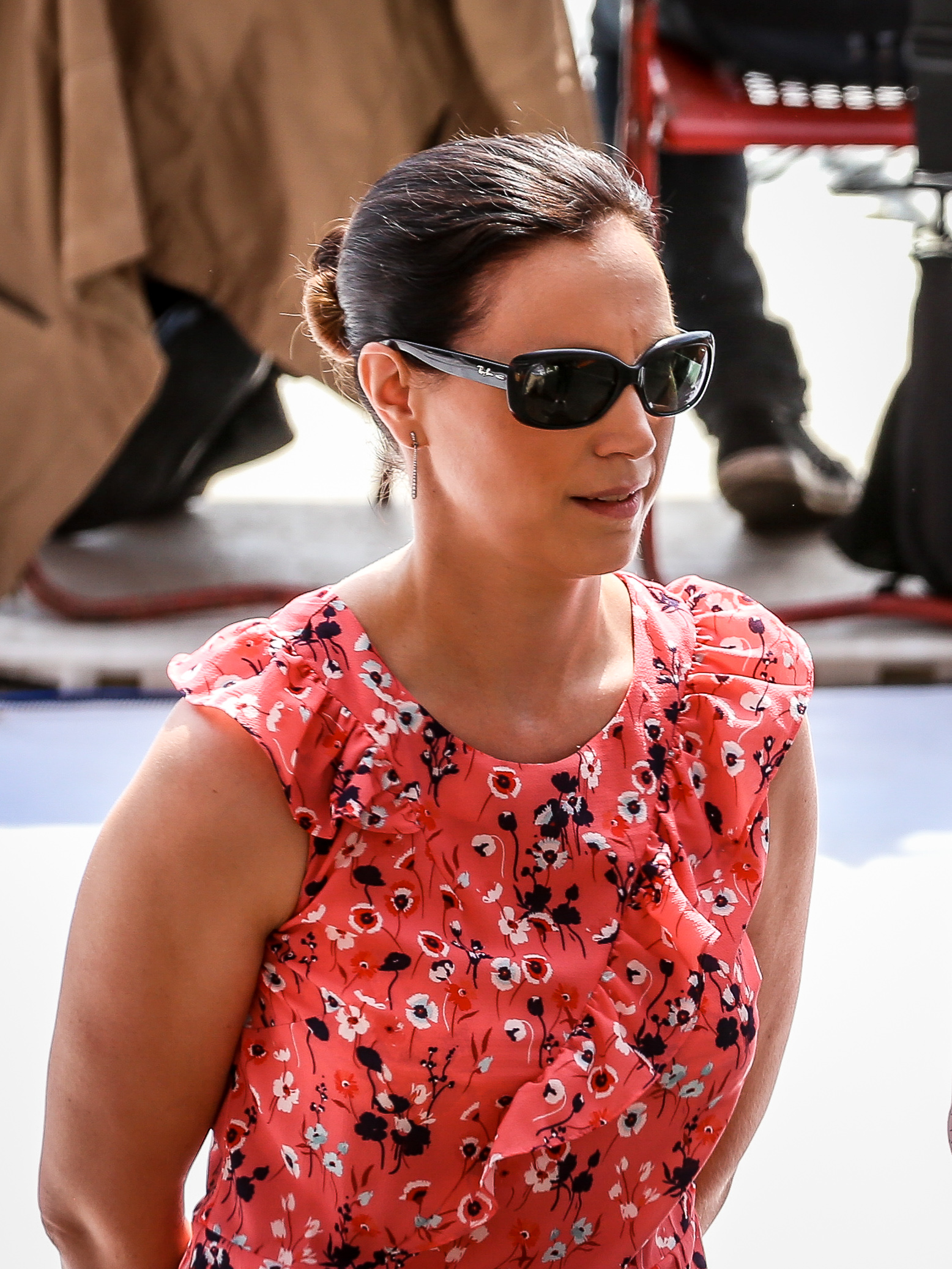
Leslie Le Gal (2018-2022)

## Formation

Logo de Skol Muzik.

« Skol Muzik Sonerion » est l'école de formation musicale gérée par la fédération depuis septembre 2015. Formant plus de 4 000 musiciens par an, son importance en Bretagne est reconnue, faisait de Sonerion la plus grande école de musique. Les besoins grandissants des sonneurs ont poussé Sonerion à se doter d’une structure à dimension régionale. Jusque-là, les fédérations départementales et les groupes eux-mêmes organisaient la formation.
En octobre 1983, Sonerion Penn-ar-Bed emploie pour la première fois un professeur salarié de BAS, le sonneur Erwan Ropars. La professionnalisation d'une cinquantaine de formateurs permanents est un relais au travail des bénévoles. Les associations adhérentes possèdent une école dont les cours permettent la maîtrise progressive d'un instrument (bombarde, cornemuse, binioù, batterie). Ainsi, il existe une centaine de lieux d'enseignement de la musique de bagad et environ 400 formateurs bénévoles. L'enseignement se complète de cours de solfèges, d'une formation culturelle en lien avec la musique et de stages.
Sonerion consacre près de la moitié de son budget annuel à son école régionale ; les deux tiers de l'aide de la Région Bretagne étant affectés à la formation musicale des jeunes.

## Concours

### Championnat national des bagadoù

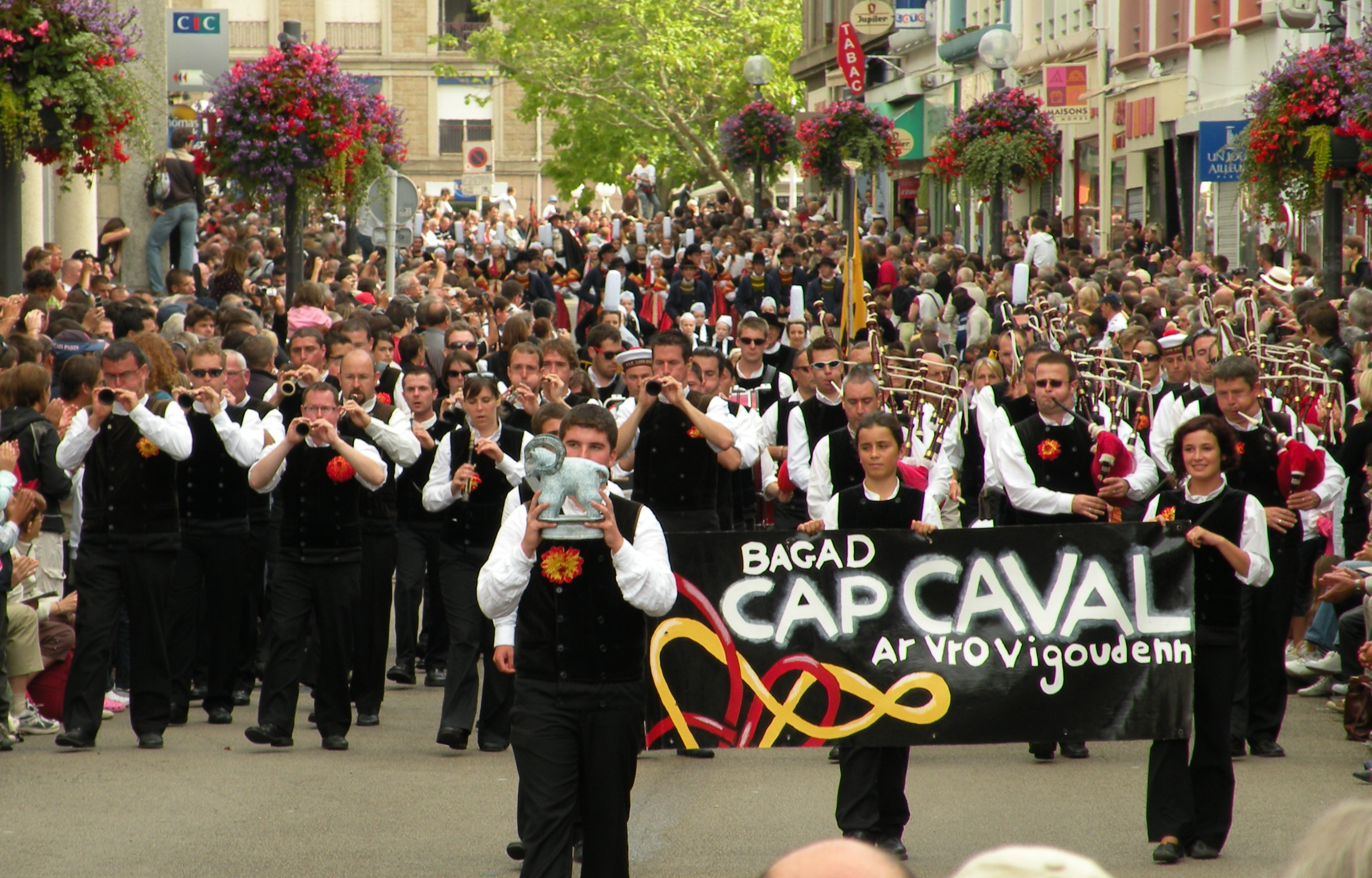
Le Bagad Cap Caval venant de remporter le « maout » en 2009.

Le Championnat national des bagadoù, organisé par Sonerion, a lieu chaque année depuis 1949.

### Championnat de Bretagne des sonneurs par couple
Deux concours sont organisés depuis 1957 : couples kozh (depuis 1956), couples braz (depuis 1958), couple jeunes (depuis 1996), couple famille et duo libre (depuis 2000).
Le championnat de Bretagne des sonneurs a lieu à Gourin.

## Éditions
Bodadeg ar Sonerion édite dès 1947 des partitions à destination des sonneurs, issus d'un important travail de collectage. Elles sont publiées dans les numéros d’Ar Soner (revue bimestrielle qu'elle édite à partir de mai 1949), ou bien au sein de recueils (Sonit 'ta sonerion en 1947, Chouez er beuz en 1953, Waraog Kit en 1967, etc.). D'autres méthodes pour apprendre à jouer cornemuse, bombarde et caisse claire ont depuis été éditées, ainsi que des recueils de partitions (Tonioù Breizh-Izel).

Logo d’Ar Soner.

Le magazine Ar Soner traite de l'actualité du monde des bagadoù et de la musique bretonne, en proposant des articles de fond sur ce domaine. Le 400e numéro de la revue Ar Soner paraît en décembre 2018, avec à l'intérieur pour la première fois un cahier central « Tamm ha Tamm » destiné aux 8-12 ans[source secondaire nécessaire].